# Torstein Hagen

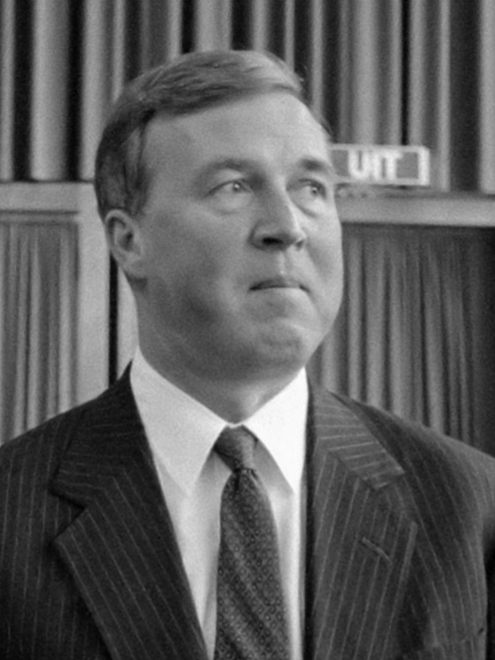
Torstein Hagen (1988)

Torstein Hagen (* 1943 in Nittedal) ist ein norwegischer Unternehmer. Hagen ist der Gründer und Vorsitzende der Kreuzfahrtgesellschaft Viking River Cruises. Mit einem Vermögen von 10 Milliarden US-Dollar (Mai 2025) war er der reichste Norweger.

## Biografie
Hagen erwarb einen Abschluss in Physik an der Norwegischen Technischen Hochschule, wo er seine Masterarbeit über künstliche Intelligenz und maschinelles Lernen schrieb. Er erhielt ein Fulbright-Stipendium für ein Studium in den Vereinigten Staaten und erwarb 1968 einen MBA an der Harvard Business School.
Hagen war Berater und später Partner bei McKinsey & Company in Europa und trug dazu bei, die Holland America Line 1974 vor dem Bankrott zu retten. 1976 wurde er Leiter der Reederei Det Bergenske Dampskibsselskab und war dann von 1980 bis 1984 Geschäftsführer der Royal Viking Line. Nach einem gescheiterten Übernahmeversuch musste er 1984 zurücktreten. Danach saß er im Aufsichtsrat von Holland America und Kloster Cruise. Anfang der 1990er Jahre erwarb er einen Anteil von 27 % an Nedlloyd, einer in Rotterdam ansässigen Reederei, und wurde damit zum größten Aktionär. Einige Jahre später verkaufte er seine Anteile mit Verlust.
1997 gründete Hagen Viking River Cruises mit dem Kauf von vier Flussschiffen aus Russland. Viking konzentriert sich auf ältere englischsprachige Kunden für seine Kreuzfahrten, insbesondere US-Amerikaner, und verfügt über mehr als 70 Flusskreuzfahrtschiffe, die hauptsächlich auf den großen europäischen Wasserstraßen verkehren. Hagen verkaufte bis 2016 knapp 23 % von Viking Cruises an TPG Capital und das Canada Pension Plan Investment Board für insgesamt 672 Millionen US-Dollar. 2024 erfolgte der Börsengang von Viking Cruises.

## Privatleben
Hagen ist geschieden, hat zwei Kinder und lebt in Luzern in der Schweiz. Seine Tochter Karine Hagen arbeitet für Viking River Cruises.